# راي ماك
راي ماك (بالإنجليزية: Ray Mack)‏ هو لاعب كرة قاعدة أمريكي، ولد في 31 أغسطس 1916 في كليفلاند في الولايات المتحدة، وتوفي في 7 مايو 1969 في بوسايروس في الولايات المتحدة.

## وصلات خارجية
- راي ماك على موقعبيزبول رفرنس.كوم (الدوري الرئيسي) (الإنجليزية)
- راي ماك على موقع جمعية أبحاث البيسبول الأمريكية (الإنجليزية)